# Les Islettes
Les Islettes is een gemeente in het Franse departement Meuse (regio Grand Est) en telt 826 inwoners (2004). De plaats maakt deel uit van het arrondissement Verdun.

## Geografie
De oppervlakte van Les Islettes bedraagt 5,5 km², de bevolkingsdichtheid is 150,2 inwoners per km².
De onderstaande kaart toont de ligging van Les Islettes met de belangrijkste infrastructuur en aangrenzende gemeenten.

## Demografie
Onderstaande figuur toont het verloop van het inwonertal (bron: INSEE-tellingen).